# Стаклени престо
Стаклени престо је серијал књига америчке ауторке Саре Џ. Мас (енг. Sarah J. Maas). Серијал се састоји од осам књига. Серијал почиње књигом Стаклени престо, која је објављена 2012. и прати причу Селене Сардотијен (енг. Celaena Sardothien) - озлоглашене убице. Завршава се осмом књигом - Краљевство пепела, објављеном 2018. 

## Сара Џ. Мас
Сара Џенет Мас (енг. Sarah Janet Maas) је рођена 5. марта 1986. године у Њујорку. 
Она је америчка ауторка, а најпознатија је по серијалима Стаклени престо (енг. Throne of Glass) и Двор трња и ружа (енг. A Court of Thorns and Roses). До 2021. је продала више од дванаест милиона копија њених књига преведених на тридесет седам језика. Тренутно живи у Пенсилванији са својим мужем Џошом (енг. Josh), сином Тараном (енг. Taran), ћерком Слоејн (енг. Sloane) и псом Ени (енг. Annie).

## Kњиге
| број књиге | наслов            | датум издања | број страница             |
| ---------- | ----------------- | ------------ | ------------------------- |
| 0.         | Оштрица убице     | 13.3.2014.   | 118,431 речи / 448 страна |
| 1.         | Стаклени престо   | 2.8.2012.    | 113,655 речи / 416 страна |
| 2.         | Круна поноћи      | 27.8.2013.   | 114,494 речи / 448 страна |
| 3.         | Наследница ватре  | 2.9.2014.    | 163,266 речи / 592 страна |
| 4.         | Краљица сенки     | 1.9.2015.    | 183,840 речи / 656 страна |
| 5.         | Царство олуја     | 6.9.2016.    | 195,332 речи / 704 страна |
| 6.         | Торањ праскозорја | 5.9.2017.    | 191,282 речи / 672 страна |
| 7.         | Краљевство пепела | 23.10.2018.  | 272,682 речи / 992 страна |

## Ликови

##### Главни ликови
- Селена Сардотијен: Главни лик серијала. Описана је као лепа и лепо грађена девојка, талентована, интелигентна и арогантна. у раном детињству су јој убијени родитељи, а њу је полумртву пронашао Краљ убица(енг. the King of Assassins). Тренирана је да постане једна од убица и тако стекла ауторитет највећег убице на свету. Како би сакрила свој идентитет, назвала се Адарланска крвница. У првој књизи Селена се налази у руднику соли у Ендовиру, као заробљеник. Добија понуду о слободи, само ако победи у такмичењу и постане краљева заточница на четири године. Током боравка у дворцу представља се као Лилијан Гордејна, а само неколицина зна ко је она заиста. Пратећи даље причу, Селена сазнаје да је она давно изгубљена принцеза Терасена.
- Доријан Хавилијард (енг. Dorian Havilliard): Принц престолонаследник Адарлана. Одлучио је да спонзорише Селену на такмичењу његовог оца. Најбољи друг му је капетан Гарде Кејол Вестфал, кога познаје од малена. Доријан је леп и згодан момак, како и доликује једном принцу. Поред тога воли да чита, брилијантног је ума и воли да истражује и сам одговара на питања и решава проблеме. Пре него што је упознао Селену, волео је да се забавља са дворским дамама. Касније се заљубио у вештицу Манон.
- Кејол Вестфал (енг. Chaol Westfall): Капетах Гарде. Кејол је лојалан и одан пријатељ. У првој књизи је помагао Селени током такмичења, а већ у другој су њих двоје били заједно. На крају је нашао другу љубав, а њих двоје су остали добри пријатељи.

##### Споредни ликови
- Принцеза Нехемија (енг. Princess Nehemia ):Она је принцеза од Илвеја. Док је боравила у Адарлану правила се да не разуме језик и једина особа са којом је комуницирала је била Селена која ју је подучавала народним језиком. Селена је знала Илвејски, а научила га је док је боравила у руднику соли у Ендовиру.
- краљ Адарлана (Доријанов отац): Владар Адарлана. Забранио магију, спалио већину књига које говоре о њој. Муж је Џорџине Хавилијард, а отац Доријана и Холина. Послао је Селену у Ендовир, а касније је постала његова заточница.
- Калтеин Ромпјер (енг. Kaltain Rompier): Девојка из богате породице која борави у адарланском двору како би нашла мужа. Заљубљена је у Доријана, међутим након Селениног доласка он је не примећује. Једини од богатијих људи који се занима за њу је војвода Перингтон, иако се он њој уопште не доапада.